# Воловниково (Тульская область)
Воловниково — деревня в Ясногорском районе Тульской области России. 
В рамках административно-территориального устройства относится к Санталовской сельской территории Ясногорского района, в рамках организации местного самоуправления включается в Теляковское сельское поселение.

## География
Расположена в 34 км к северо-востоку от Тулы и в 5 км к востоку от райцентра, города Ясногорска.

## Население
| 2002 | 2010 |
| ---- | ---- |
| 246  | ↘226 |

Население — 226 чел. (2010).